# Spirotaenia parvula
Spirotaenia parvula là một loài Song tinh tảo trong họ Mesotaeniaceae, thuộc chi Spirotaenia.